# Thretton Palamo

a Compétitions nationales et continentales officielles uniquement.

b Matchs officiels uniquement.
Dernière mise à jour le 22 mars 2025.
Thretton Davis Palamo, né le 22 septembre 1988 à Woodland (État de Californie, États-Unis), est un joueur international américain de rugby à XV et international de rugby à sept évoluant au poste de centre (1,91 m pour 107 kg).

## Biographie
Bien qu'il soit né aux États-Unis, Thretton Palamo joue dans l'équipe des Samoa dans des tournois des moins de 19 ans. 
Il obtient sa première cape internationale avec les États-Unis le 30 septembre 2007 à l'occasion d'un match contre l'équipe d'Afrique du Sud à Montpellier (France). Il est le plus jeune joueur de la Coupe du monde 2007.

## Statistiques en équipe nationale
- 19 sélections (13 fois titulaire, 6 fois remplaçant)
- Sélections par année : 1 en 2007, 1 en 2008, 3 en 2014, 8 en 2015, 4 en 2016, 2 en 2019

En Coupe du monde :
- 2007 : 1 sélection (Afrique du Sud)
- 2015 : 3 sélections (Samoa, Écosse, Japon)